# الوهط (ردفان)

تعديل مصدري - تعديل

الوهط هي إحدى قرى عزلة تبن بمديرية تبن التابعة لمحافظة لحج، بلغ تعداد سكانها 27 نسمة حسب تعداد اليمن لعام 2004.